# Dommel (rzeka)
Dommel – rzeka należąca do dorzecza Mozy. Ma 120 km, 35 km w Belgii (Limburgia) i 85 w Holandii (Brabancja Północna). Swoje źródło ma w Peer w Belgii. U ujścia łączy się z rzeką Aa i tworzy krótką rzekę Dieze.
Główne miejscowości nad rzeką to: Peer, Neerpelt, Valkenswaard, Eindhoven, Son en Breugel, Sint-Oedenrode, Boxtel, Sint-Michielsgestel i ’s-Hertogenbosch.
Średni przepływ rzeki wynosi 14 m³/s, w rekordowo wilgotnych warunkach może dojść do 100 m³/s. Nad rzeką leżą liczne wiatraki.